# Classicismo cromatico

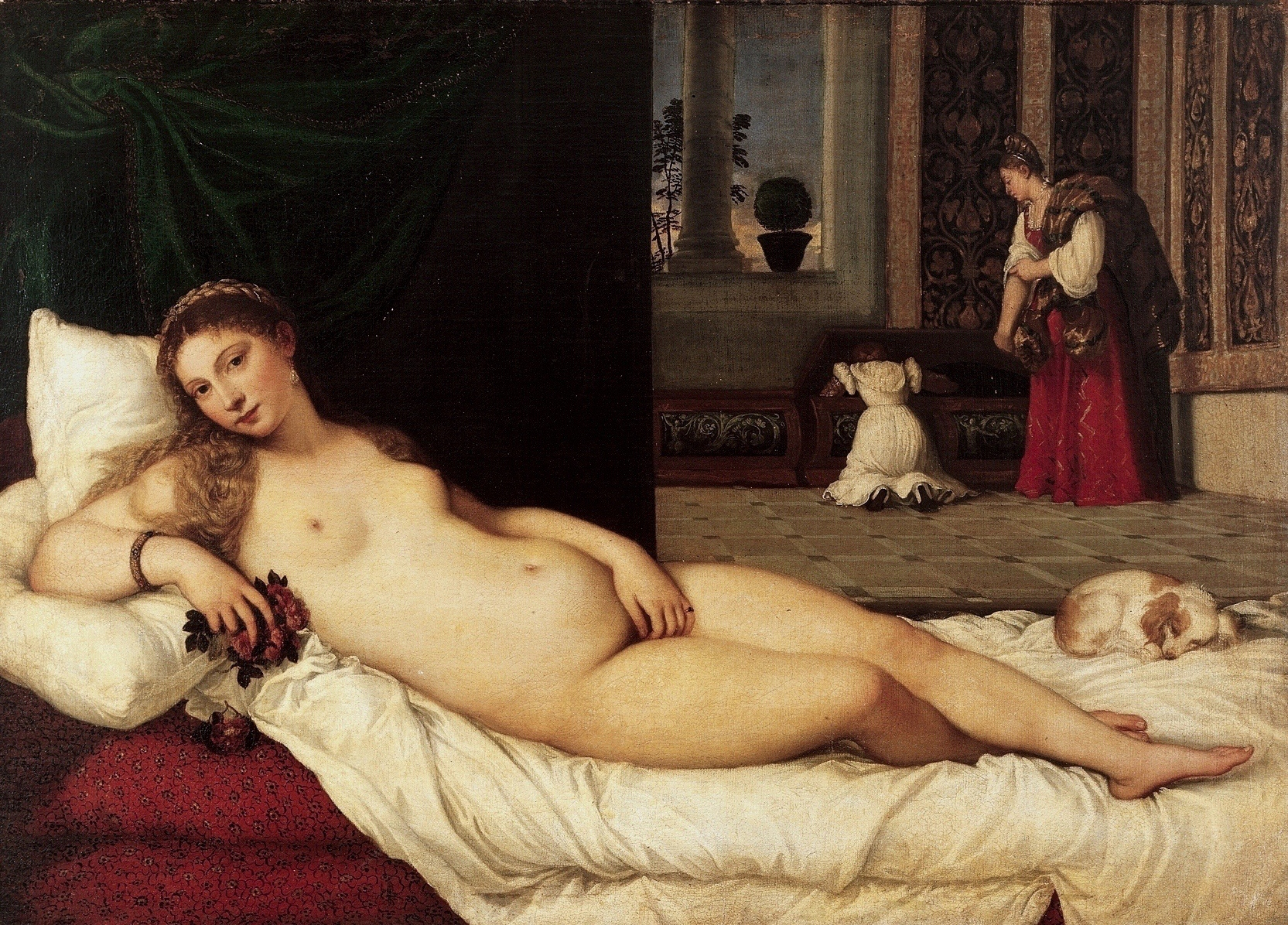
La Venere di Urbino

Per classicismo cromatico si intende la tecnica pittorica, tipica dell'ambiente veneto e veneziano della seconda metà del XVI secolo, adottata dapprima da Tiziano e successivamente da altri artisti veneti. Con essa il pittore era in grado di conferire un particolare realismo alle figure attraverso l'unico uso del colore; in questa tecnica il disegno passa in secondo piano e non è il principale elemento che costituisce l'opera d'arte: le linee ed i volumi sono infatti sottolineati ed amplificati dalla brillantezza dei colori.
Tra le opere del Tiziano ascrivibili a questo periodo vi sono: le pale d'altare L'Assunta e Pesaro per la chiesa di Santa Maria dei Frari, il polittico Averoldi per la chiesa dei Santi Nazario e Celso di Brescia, i ritratti: l'Uomo dal guanto, Carlo V con il cane e la Venere di Urbino.